# Oléta Vulpecula
Oléta Vulpecula is een personage uit de Nederlandse poppenserie De Fabeltjeskrant. Ze speelde alleen mee in de jaren zeventig, in het seizoen 1972-1973.
Oléta komt naar het Grote Dierenbos omdat ze een relatie heeft met Bor de Wolf. Ze hebben elkaar ontmoet toen hij op vakantie was in het Buitenste Buitenbos. Oléta helpt hem geregeld achter de bar van Het Praathuis. Gedurende hun relatie gaan Bor en Oléta samen in een huisje wonen en krijgen ze een kind genaamd Borita. In hun huisje bouwen de Gebroeders Bever tijdens haar zwangerschap een lift, waarmee ze zich makkelijk in haar huisje kan terugtrekken.  Van deze situatie is in die tijd ook een puzzel verschenen. Op deze puzzel zien we o.a. Oléta in de lift en Borita op de voorgrond. Deze foto is ook gebruikt als voorplaat van de in 1974 verschenen langspeelplaat De Fabeltjeskrant is terug.

## Stem
Oléta spreekt met een Frans accent. De stem is van Elsje Scherjon.

## Vosje
Het woord 'vulpecula' is Latijn voor 'kleine vos'.